# جاسم الحربي
جاسم بن محمد العلوي الحربي (5 نوفمبر 1966)، مدرب ومحلل رياضي سعودي.

## مسيرته الرياضية
هو حارس سابق في نادي الفتح ومثل منتخبات المملكة العربية السعودية في جميع الدرجات (الناشئين والشباب والألومبي والفريق الأول) منذ عام 1982م وحتى 1986م. تدرج في المنتخبات وساهم في تحقيق بطولة آسيا للشباب وأيضا بطولة آسيا الفريق الأول وخاصة في مراحل الإعداد الأولية، مثل نادي الفتح الرياضي لمدة 6 سنوات ونال أفضل حارس مرمى في بطولة الصعود التي أقيمت في أبها عام 1402هـ. درب عدة أندية ومنها (الفتح، الدرعية، الحزم، الشباب، الرياض، الهلال) وأيضاً منتخب الشباب والناشئين.

## الوظيفة الحالية
المدير الفني لمنتخب الحرس لكرة القدم بإدارة الشؤون الرياضية.

## التدريب والتحليل الرياضي
اتجه للتأهيل وأصبح محاضر معتمد من الإتحادين السعودي والآسيوي، وحتى تاريخه لا زال يتعاون مع كثير من القنوات الفضائية في التحليل الرياضي، وكانت انطلاقته من القناة السعودية الرياضية. عمل مع قناة الدوري والكأس القطرية في برنامج المجلس.ويعمل حالياً محلل للقنوات الرياضية السعودية.